# Creepy Nuts
Creepy Nuts（クリーピーナッツ）は、DJ松永とR-指定の2人による日本のヒップホップユニット。所属事務所は次世代。レーベルはソニー・ミュージックアソシエイテッドレコーズ内のonenation。
グループ名「Creepy Nuts」のNutsにはスラングとして「クレイジー」や「睾丸」という意味があり、「奇妙な」を意味するCreepyとつなげて名付けられた。

## メンバー
DJ 松永（ディージェイ・まつなが）：DJ
新潟県長岡市出身。1990年8月23日（34歳） 。本名は、松永 邦彦（まつなが くにひこ）。作曲、ライブでのDJを担当。サンプラーなどのパッドで演奏する。2019年に「DMC WORLD DJ CHAMPIONSHIPS 2019」バトル部門で優勝。
R-指定（アールしてい）：MC
大阪府堺市出身。1991年9月10日（33歳） 。本名は、野上 恭平（のがみ きょうへい）。2012年 - 2014年の「ULTIMATE MC BATTLE」で3連覇。『フリースタイルダンジョン』（テレビ朝日）に初代モンスター、2代目ラスボスとして出演。

## 略歴
2013年8月7日に発売された、音楽フェスティバル・KAIKOOのコンピレーションアルバム『KAIKOO PLANET III』に参加。
2014年7月25日フジロック・フェスティバル2014に出演。
2015年3月1日にスティールストリートとマネジメント契約したことを発表し、2016年1月20日にミニアルバム『たりないふたり』をリリース。
2017年2月1日、2枚目となるミニアルバム『助演男優賞』をリリース。
同年に行われた全国ツアー「いつかのエキストラ、ライブオンステージ。」（全11公演）最終日の4月9日にLIQUIDROOMにて、ソニー・ミュージックエンタテインメントからメジャーデビューすることを発表。6月22日にソニー・ミュージックエンタテインメント内にレーベル「クリーパーズ (CREEPERS)」を設立することと、8月2日にクリーパーズからメジャーデビューシングル『高校デビュー、大学デビュー、全部失敗したけどメジャーデビュー。』をリリースすることが発表された。後日に権利処理の不備が判明したため発売の延期が決定。9月24日に発売日が11月8日となったことを発表した。
2018年4月11日、メジャー初のフルアルバム『クリープ・ショー』を発売。同年7月25日にはインディーズ時代の音源をまとめたアルバム『INDIES COMPLETE』を発売。同年、大晦日に第2回『ももいろ歌合戦』（BS日テレ・フジテレビNEXT・ニッポン放送など）へ出場。続く2019年年末に行われた第3回にも出場。音楽原作キャラクターラッププロジェクト『ヒプノシスマイク』に提供した『あゝオオサカdreamin'night』のセルフカバーを披露した。さらにライブ中に行われていた裏実況番組『第3回ももいろ歌合戦～ラジオで生中継！』（ニッポン放送）にもアシスタントとして出演した。
2019年8月7日、メジャー1枚目となるミニアルバム『よふかしのうた』を発売。
2020年8月26日、メジャー2枚目となるミニアルバム『かつて天才だった俺たちへ』を発売。11月11日、12日にはキャリア初の日本武道館単独公演『Creepy Nuts One Man Live『かつて天才だった俺たちへ』日本武道館公演』を敢行。また11日には公式ファンクラブアプリ『CLUB Creepy Nuts』が開設された。
2021年9月1日、メジャー2枚目のフルアルバム『Case』を発売。
2022年9月7日、メジャー2枚目のシングル『堕天』、メジャー3枚目となるフルアルバム『アンサンブル・プレイ』を発売。
2024年1月7日、配信シングル『Bling-Bang-Bang-Born』をリリース。元々はテレビアニメ『マッシュル-MASHLE-』第2期のオープニング主題歌として書き下ろされた楽曲であるが、発売後、Apple MusicとSpotifyの国内ストリーミングランキングでそれぞれ1位にランクイン。海外のiTunesヒップホップチャートでも、インドネシア、台湾、ラオス、メキシコ、チリ、ウクライナなど10カ国以上で1位を獲得するなど世界中でヒットを飛ばし、配信リリースからわずか2週間で全世界でのストリーミング総再生回数が3000万回を突破した。1月31日、オリコン週間ストリーミングランキングでも『Bling-Bang-Bang-Born』が1位を獲得。オリコン週間音楽ランキングにおいては、本作で自身初の1位を獲得した。3月20日、メジャー3枚目のシングルであり、初となる両A面シングル『二度寝/Bling-Bang-Bang-Born』を発売した。5月23日、第119回ザテレビジョンドラマアカデミー賞 ドラマソング賞（二度寝 /『不適切にもほどがある!』）を受賞した。6月25日、オリコン上半期ランキング 2024では『Bling-Bang-Bang-Born』がデジタルシングル(単曲)ランキングとストリーミングランキングで1位を獲得。合算シングルランキングでも『二度寝/Bling-Bang-Bang-Born』が1位を獲得し、3冠を達成。12月20日、「第57回 オリコン年間ランキング2024」の「作品別売上数部門」にて『Bling-Bang-Bang-Born』（「二度寝 / Bling-Bang-Bang-Born」含む）がオリコン年間デジタルシングル(単曲)ランキング、ストリーミングランキング、合算シングルランキングで1位を獲得し、3冠を達成。
2025年1月24日、同日公開の映画『アンダーニンジャ』の主題歌として書き下ろされた「doppelgänger」を配信リリース。
2025年2月5日、メジャー4枚目となるフルアルバム「LEGION」を配信限定で先行リリース。
2025年2月11日、キャリア初の東京・東京ドーム公演「Creepy Nuts LIVE at TOKYO DOME」を開催。このライブの模様は同年4月28日よりPrime Videoにて独占配信される予定。また、同日には台湾、香港、韓国、中国の全5都市をめぐるアジアツアーを10月から11月にかけて開催することも発表された。
2025年3月12日、フルアルバム「LEGION」をCDリリース。
2025年5月21日、今年より設立された音楽賞『MUSIC AWARDS JAPAN 2025』にて楽曲『Bling-Bang-Bang-Born』が「Top Japanese Song in Europe」「Top Japanese Song in North America」「Top Japanese Song in Latin America」「最優秀バイラル楽曲賞」「最優秀国内ヒップホップ/ラップ楽曲賞」「最優秀国内ダンスポップ楽曲賞」「最優秀ジャパニーズソング賞」と計7冠受賞し、アーティストとしても「最優秀国内ヒップホップ/ラップアーティスト賞」に選出された。

## エピソード
2人の出会いは10代の頃に全国から同世代のラッパーやDJが集まるイベントで、怖そうな人が多い中怯えていた者同士で友達になった。
DJ松永がR-指定と組んだ理由は、松永が働いていたバイト先の店長に「いま聞いている好きなラッパーより、(人間として)カッコいいと思えるやつと組んだ方がいい」と言われ、R-指定なら、という理由から。
一方、R-指定は、それまで自身のフロウ(歌いまわし)が「和風」なことをコンプレックスとしていたが、DJ松永がつくるトラックの中でも、特に“変だけどキャッチーなトラック”と相性が良いことに気づいたという。
RHYMESTERを敬愛している。松永は自身がレギュラーを務めるラジオ「ACTION」にてRHYMESTERの楽曲『K.U.F.U.』を流した際、生放送中に感慨深くなり涙を流している。
若林正恭と山里亮太のユニット『たりないふたり』に影響を受けており、2016年には番組タイトルを冠した楽曲『たりないふたり』を製作。後に同タイトルを付けたミニ・アルバムをリリースした。その縁もあり、4人で食事に行くなど深い親交を持っている。また2019年に『たりないふたり』が復活した際には、新録バージョンである『たりないふたり さよなら ver』を提供した。2021年に行われたイベント『明日のたりないふたり』ではエンディングにサプライズゲストとしてCreepy Nutsの2人が登場し、「たりないふたり」「たりないふたり さよなら ver」、そして新たに書き下ろした「明日のたりないふたり」をメドレー形式で披露した。この日のイベントを持って「たりないふたり」は解散した。
2人ともラジオ好きであり、後に自分達も『悩む相談室』（DI:GA ONLINE）、『Creepy Nutsのオールナイトニッポン』（ニッポン放送）などのレギュラー番組を持つようになる。2019年4月からは松永がTBSラジオの新帯番組『ACTION』の水曜レギュラーに抜擢され、番組が終了した2020年9月まで務めた。
2023年に放送されたドラマ「だが、情熱はある」に2人をモチーフとした人物が登場。度々似ていると言われ、「バレる!」のPVにもゲスト出演したお笑い芸人のかが屋の2人が演じた。ドラマ内の2人は現実とかなり乖離のあるキャラクターだったが、最終話のラップシーンではR-指定本人がたりないふたりの前で実際に披露したラップをそのまま賀屋が歌い上げた。
知名度を上げた2020年以降はR-指定、DJ松永共にテレビ・ラジオ番組のレギュラーを持つ、俳優としてドラマや映画に出演するなどマルチに活動を行うようになったが、2023年4月以降は音楽活動に集中するため、全てのレギュラー番組を降板しており、現在のメディア出演は一部の音楽番組やラジオ番組でのゲスト出演などに留まっている。

## ディスコグラフィ

### シングル

#### 配信限定シングル
|      | 配信日         | タイトル                                  | 規格                   | オリコン | 収録作品                 | 備考   |
| DS   | 配信日         | タイトル                                  | 規格                   |          | 収録作品                 | 備考   |
| ---- | -------------- | ----------------------------------------- | ---------------------- | -------- | ------------------------ | ------ |
| 1st  | 2015年8月26日  | 刹那                                      | デジタル・ダウンロード |          | INDIES COMPLETE          |        |
| 2nd  | 2018年11月16日 | 阿婆擦れ                                  | デジタル・ダウンロード |          | よふかしのうた           |        |
| 3rd  | 2018年12月12日 | よふかしのうた                            | デジタル・ダウンロード | 27位     | よふかしのうた           |        |
| 4th  | 2020年2月5日   | オトナ                                    | デジタル・ダウンロード |          | かつて天才だった俺たちへ |        |
| 5th  | 2020年7月1日   | サントラ （Creepy Nuts × 菅田将暉）       | デジタル・ダウンロード | 7位      | かつて天才だった俺たちへ |        |
| 6th  | 2021年3月3日   | バレる！                                  | デジタル・ダウンロード | 36位     | Case                     |        |
| 7th  | 2021年3月17日  | 顔役                                      | デジタル・ダウンロード |          | Case                     |        |
| 8th  | 2021年4月7日   | Who am I                                  | デジタル・ダウンロード |          | Case                     |        |
| 9th  | 2021年6月23日  | Lazy Boy                                  | デジタル・ダウンロード |          | Case                     |        |
| 10th | 2022年3月9日   | パッと咲いて散って灰に                    | デジタル・ダウンロード | 16位     | アンサンブル・プレイ     |        |
| 11th | 2022年3月20日  | ばかまじめ （Creepy Nuts×Ayase×幾田りら） | デジタル・ダウンロード | 5位      | アンサンブル・プレイ     |        |
| 12th | 2022年6月1日   | 2way nice guy                             | デジタル・ダウンロード | 18位     | アンサンブル・プレイ     |        |
| 先行 | 2022年7月8日   | 堕天                                      | デジタル・ダウンロード | 8位      | アンサンブル・プレイ     |        |
| 13th | 2023年10月11日 | ビリケン                                  | デジタル・ダウンロード |          | LEGION                   |        |
| 14th | 2024年1月7日   | Bling-Bang-Bang-Born                      | デジタル・ダウンロード | 1位      | LEGION                   |        |
| 15th | 2024年1月27日  | 二度寝                                    | デジタル・ダウンロード | 2位      | LEGION                   |        |
| 16th | 2024年10月4日  | オトノケ                                  | デジタル・ダウンロード |          | LEGION                   |        |
| 17th | 2025年1月24日  | doppelgänger                              | デジタル・ダウンロード |          | LEGION                   |        |
| 18th | 2025年7月4日   | Mirage                                    | デジタル・ダウンロード |          | 未収録                   |        |
| 19th | 2025年7月5日   | 眠れ                                      | デジタル・ダウンロード |          |                          | 未収録 |

|   | 配信日         | タイトル                                       | 規格                   | 収録作品             | 備考 |
| - | -------------- | ---------------------------------------------- | ---------------------- | -------------------- | ---- |
| - | 2020年12月25日 | 生業 - From THE FIRST TAKE                     | デジタル・ダウンロード | 未収録               |      |
| - | 2020年12月25日 | かつて天才だった俺たちへ - From THE FIRST TAKE | デジタル・ダウンロード | 未収録               |      |
| - | 2022年8月12日  | のびしろ - From THE FIRST TAKE                 | デジタル・ダウンロード | アンサンブル・プレイ |      |

### ライブ会場限定
|     | 発売日          | タイトル | 規格           | 収録作品 | 備考 |
| --- | --------------- | -------- | -------------- | -------- | --- |
| 1st | 2018年6月～11月 | 15才     | カセットテープ | Case     | Netflixオリジナルドラマ・シリーズ『13の理由』にインスパイアされ製作された楽曲。 2018年6月から11月までに行われた全国ツアー「クリープ・ショー2018」の会場のみでの数量限定販売。 |

### ミュージックビデオ
| 公開日 | 公開日   | タイトル                     | リンク      | 備考                       |
| 年     | 月日     | タイトル                     | リンク      | 備考                       |
| ------ | -------- | ---------------------------- | ----------- | -------------------------- |
| 2015年 | 12月25日 | 合法的トビ方ノススメ         | [ 動画 1 ]  |                            |
| 2016年 | 2月23日  | みんなちがって、みんないい。 | [ 動画 2 ]  |                            |
| 2016年 | 12月31日 | 助演男優賞                   | [ 動画 3 ]  |                            |
| 2017年 | 2月21日  | 教祖誕生                     | [ 動画 4 ]  |                            |
| 2017年 | 10月30日 | メジャーデビュー指南         | [ 動画 5 ]  |                            |
| 2017年 | 11月8日  | だがそれでいい               | [ 動画 6 ]  |                            |
| 2017年 | 12月14日 | かいこ                       | [ 動画 7 ]  |                            |
| 2018年 | 3月21日  | スポットライト               | [ 動画 8 ]  |                            |
| 2018年 | 4月11日  | ぬえの鳴く夜は               | [ 動画 9 ]  |                            |
| 2019年 | 4月9日   | 阿婆擦れ                     | [ 動画 10 ] |                            |
| 2019年 | 5月29日  | よふかしのうた               | [ 動画 11 ] |                            |
| 2019年 | 9月20日  | 板の上の魔物                 | [ 動画 12 ] |                            |
| 2020年 | 1月16日  | グレートジャーニー           | [ 動画 13 ] |                            |
| 2020年 | 7月23日  | サントラ                     | [ 動画 14 ] | 菅田将暉によるコラボ楽曲   |
| 2020年 | 8月19日  | かつて天才だった俺たちへ     | [ 動画 15 ] |                            |
| 2021年 | 6月1日   | バレる！                     | [ 動画 16 ] |                            |
| 2021年 | 7月6日   | Lazy Boy                     | [ 動画 17 ] |                            |
| 2021年 | 9月9日   | のびしろ                     | [ 動画 18 ] |                            |
| 2022年 | 2月15日  | Bad Orangez                  | [ 動画 19 ] |                            |
| 2022年 | 3月20日  | ばかまじめ                   | [ 動画 20 ] | Ayase×幾田りらのコラボ動画 |
| 2022年 | 3月30日  | パッと咲いて散って灰に       | [ 動画 21 ] |                            |
| 2022年 | 6月1日   | 2way nice guy                | [ 動画 22 ] |                            |
| 2022年 | 8月4日   | 堕天                         | [ 動画 23 ] |                            |
| 2023年 | 2月15日  | 友人A                        | [ 動画 24 ] |                            |
| 2023年 | 10月11日 | ビリケン                     | [ 動画 25 ] |                            |
| 2024年 | 3月29日  | 二度寝                       | [ 動画 26 ] |                            |

### 楽曲提供
| 年   | アーティスト                                       | 曲名                      | 出典   |
| ---- | -------------------------------------------------- | ------------------------- | ------ |
| 2019 | どついたれ本舗（CV：岩崎諒太、河西健吾、黒田崇矢） | あゝオオサカdreamin'night | [ 49 ] |
| 2021 | 木村拓哉                                           | Yes, I'm                  | [ 50 ] |
| 2025 | どついたれ本舗（CV：岩崎諒太、河西健吾、黒田崇矢） | 笑門来福                  | [ 51 ] |

### 参加作品
- V.A.『KAIKOO PLANET III』（2013年8月7日、POPGROUP）-「シラフで酔狂」収録
- V.A.『AKG TRIBUTE』（2017年3月29日、Ki/oon Music）-「リライト」収録
- androp「SOS! feat. Creepy Nuts」「cocoon」（2017年8月23日、ZEN MUSIC）- 「SOS! feat. Creepy Nuts」収録
- フレンズ「ベッドサイドミュージックep」（2018年3月21日）-M3.「夜にダンス（DJ松永Remix）」
- BRADIO「きらめきDancin'」（2018年4月4日）-初回限定盤2CD仕様「BRADIO Groovin' Mix」CD付き Mixed by DJ松永（Creepy Nuts）
- V.A.「『The Gospellers 25th Anniversary tribute『BOYS meet HARMONY』」（2019年3月20日、Ki/oon Music）-「ポーカーフェイス」収録
- 餓鬼レンジャー「ティンカーベル ～ネバーランドの妖精たち～」（2019年4月3日、東雲レコーズ）-「ちょっとだけバカ with Creepy Nuts」収録
- 夜の本気ダンス「Fetish」（2019年6月5日、Getting Better）-「Movin' Feat. Creepy Nuts」収録
- SANABAGUN. ｢BALLADS｣（2019年10月23日、CONNECTION）- ｢浪漫飛行 feat. Creepy Nuts｣ 収録
- 眉村ちあき「日本元気女歌手」（2020年12月9日、トイズファクトリー）- ｢ニーゼロニーゼロ / 眉村ちあき＆Creepy Nuts｣ 収録
- デュア・リパ「Illusion（Creepy Nuts Remix）」（2024年7月26日、Warner Music）- 海外アーティストと初コラボレーション。

## 出演
※現在、レギュラー出演中の番組は無し。

### NHK紅白歌合戦出場歴
| 年度   | 放送回 | 回 | 曲目                 | 出演順 | 備考               |
| ------ | ------ | -- | -------------------- | ------ | ------------------ |
| 2024年 | 第75回 | 初 | Bling-Bang-Bang-Born | 11/21  | 後半トップバッター |

### 音楽番組
FNS歌謡祭(フジテレビ)
∟2022 FNS歌謡祭 第2夜 (2022年12月14日)
∟FNS歌謡祭 2023 DAY2 (2023年12月13日)
Love music(フジテレビ)
∟2020年03月29日 放送回
∟2022年07月11日 放送回
∟2022年09月18日 放送回
CDTV(TBS)
∟スペシャル！年越しプレミアライブ2021→2022 (2021年12月31日)
以下「CDTV ライブ!ライブ!」
∟春の4時間スペシャル! (2022年03月28日)
∟2022年09月05日 放送回
∟年越しスペシャル　2022→2023 (2022年12月31日)
∟2023年11月06日 放送回
音楽の日(TBS)
∟第7回 (2017年07月15日)
∟第8回 (2018年07月14日)
∟第13回 (2022年07月16日)
バズリズム02(日本テレビ)
∟2021年11月26日 放送回
∟2022年09月02日 放送回
ミュージックステーション(テレビ朝日)
∟2021年09月17日 放送回
∟2022年05月20日 放送回
∟4時間スペシャル (2022年09月23日)
テレ東音楽祭(テレビ東京)
∟2021夏 (2021年06月30日)
∟2022夏 (2022年06月22日)
- なにわんFES(NHK総合、2022年03月23日)
- THE MUSIC DAY 2022(日本テレビ、2022年07月02日)
- Venue101(NHK総合、2022年09月03日)
- FNSラフ&ミュージック2022〜歌と笑いの祭典〜(フジテレビ、2022年09月10日)
- うたコン(NHK総合、2022年09月27日)

### テレビ番組
- タモリ倶楽部（テレビ朝日、2019年6月28日）[52]
- 情熱大陸（TBS、2020年11月15日）
- 激レアさんを連れてきた。特別編「激セマ年表見てみませんか？」（テレビ朝日、2021年12月6日・2022年1月17日） - オードリーと共にメインキャスト[53]
- イグナッツ!!（テレビ朝日、2020年10月7日 - 2022年3月22日）[54][55]
- 突然ですが占ってもいいですか？（フジテレビ、2022年2月）[56]
- スッキリ (日本テレビ、2022年)
- あさイチ (NHK総合、2022年10月21日)

### テレビドラマ
- ウレロ☆未開拓少女 第4話（2019年12月24日、テレビ東京） - 野上（R-指定）、プログラマー（松永） 役[57]
- バイプレイヤーズ 〜名脇役の森の100日間〜 第10話（2021年3月12日、テレビ東京）- 本人役[58]
- 不適切にもほどがある! 最終話（2024年3月29日 、TBS） - 大学生役[注釈 3][59]

### テレビアニメ
- Bラッパーズストリート 第20,21話 (2019年8月22,29日、テレビ東京) - Rしてえ(R-指定)、DJシャツ長(DJ松永) 役
- よふかしのうた 第6話（2022年8月12日、フジテレビ） - キョーヘー（R-指定）、マツナガ（松永） 役[60]

### ラジオ番組
- Creepy Nutsの『おもひでプレイリスト』（FMヨコハマ、2016年4月28日、5月26日、6月23日)
- Creepy Nutsの“悩む”相談室 (DI:GA online)
- Creepy NutsのオールナイトニッポンR (ニッポン放送、2016年11月13日、2017年1月15日、9月24日、12月23日)
- Creepy Nutsのオールナイトニッポンシリーズ（ニッポン放送、2018年4月3日 - 2023年3月27日。※2018年4月-2022年3月:火曜2部→2022年4月-2023年3月:月曜1部、2024年2月19日(月曜1部[61]」)）

### 配信番組
- Apple Music「At Home With Artists from Japan: Week 2」（2020年5月8日）[62]
- 浅草キッド（2021年） - 同僚A、同僚B（町工場の作業員） 役[63]

### CM
- AbemaTV 開局告知編 / 無料訴求編（2016年）[64]
- ケンタッキー・フライド・チキン「ブラックホットチキン」『聞き耳』篇（2020年1月〜）[65]
- 帝京平成大学（2020年）
- サンヨー食品「カップスター」
  - WEBCM「カップスター ハマっちまう Creepy Nuts篇」（2020年)[66]
  - 「そば・うどん」編（2021年)[67]
- 揚重工事業「株式会社マグナムメイドサービス」（2020年）[68]
- エナジードリンク「ZONe(ゾーン)」（2022年）[69]

### 吹き替え
- ムタフカズ -MUTAFUKAZ-（2018年） - ギャング 役[70]

### 書籍
- 『HIPHOPとラジオ Creepy Nutsのオールナイトニッポン読本 [71]』

2022年10月5日発売。ISBN 978-4-34-404019-9
- 『フォトアルバム Creepy Nuts 2017-2022』

2022年11月5日発売。

## 受賞歴
| 年     | 賞                                      | 受賞                                                                       |
| ------ | --------------------------------------- | -------------------------------------------------------------------------- |
| 2020年 | SPACE SHOWER MUSIC AWARDS 2020          | BEST HIP HOP ARTIST                                                        |
| 2020年 | MTV VMAJ 2020                           | 最優秀ヒップホップビデオ賞／Best Hip Hop Video「かつて天才だった俺たちへ」 |
| 2021年 | 第13回CDショップ大賞 2021               | 入賞『かつて天才だった俺たちへ』                                           |
| 2021年 | SPACE SHOWER MUSIC AWARDS 2021          | BEST HIP HOP ARTIST                                                        |
| 2022年 | 第14回CDショップ大賞 2022               | 入賞『Case』                                                               |
| 2022年 | 第14回CDショップ大賞 2022               | コメント大賞『Case』                                                       |
| 2023年 | 第15回CDショップ大賞 2023               | 入賞『アンサンブル・プレイ』                                               |
| 2024年 | 第119回ザテレビジョンドラマアカデミー賞 | ドラマソング賞「二度寝」                                                   |
| 2024年 | 東京ドラマアウォード 2024               | 主題歌賞「二度寝」                                                         |
| 2024年 | 第66回日本レコード大賞                  | 優秀作品賞「Bling-Bang-Bang-Born」                                         |
| 2024年 | 第66回日本レコード大賞                  | 特別賞                                                                     |
| 2024年 | 2024ユーキャン新語・流行語大賞          | ベストテン「Bling-Bang-Bang-Born」                                         |
| 2024年 | Yahoo!検索大賞 2024                     | 楽曲部門「Bling-Bang-Bang-Born」                                           |
| 2024年 | Billboard JAPAN MUSIC AWARDS 2024       | Hot 100 of the Year「Bling-Bang-Bang-Born」                                |
| 2024年 | Billboard JAPAN MUSIC AWARDS 2024       | Hot Animation of the Year「Bling-Bang-Bang-Born」                          |
| 2024年 | Billboard JAPAN MUSIC AWARDS 2024       | Streaming Songs of the Year「Bling-Bang-Bang-Born」                        |
| 2024年 | Billboard JAPAN MUSIC AWARDS 2024       | Download Songs of the Year「Bling-Bang-Bang-Born」                         |
| 2024年 | Billboard JAPAN MUSIC AWARDS 2024       | TOP User Generated Songs of the Year「Bling-Bang-Bang-Born」               |
| 2024年 | Billboard JAPAN MUSIC AWARDS 2024       | TikTok Songs of the Year「Bling-Bang-Bang-Born」                           |
| 2024年 | Billboard JAPAN MUSIC AWARDS 2024       | Global Japan Songs Excl. Japan of the Year「Bling-Bang-Bang-Born」         |
| 2025年 | 令和6年アニソン大賞                     | アニソン大賞「Bling-Bang-Bang-Born」                                       |
| 2025年 | 令和6年アニソン大賞                     | 作品賞「Bling-Bang-Bang-Born」                                             |
| 2025年 | MTV VMAJ 2025                           | 最優秀楽曲賞／Song of the Year「Bling-Bang-Bang-Born」                     |
| 2025年 | 第39回日本ゴールドディスク大賞          | ソング・オブ・ザ・イヤー・バイ・ダウンロード「Bling-Bang-Bang-Born」       |
| 2025年 | 第39回日本ゴールドディスク大賞          | ベスト3ソング・バイ・ダウンロード「Bling-Bang-Bang-Born」                  |
| 2025年 | 第39回日本ゴールドディスク大賞          | ソング・オブ・ザ・イヤー・バイ・ストリーミング「Bling-Bang-Bang-Born」     |
| 2025年 | 第39回日本ゴールドディスク大賞          | ベスト5ソング・バイ・ストリーミング「Bling-Bang-Bang-Born」                |
| 2025年 | MUSIC AWARDS JAPAN 2025                 | 最優秀国内ヒップホップ/ラップアーティスト賞                                |
| 2025年 | MUSIC AWARDS JAPAN 2025                 | 最優秀楽曲賞「Bling-Bang-Bang-Born」                                       |
| 2025年 | MUSIC AWARDS JAPAN 2025                 | 最優秀ジャパニーズソング賞「Bling-Bang-Bang-Born」                         |
| 2025年 | MUSIC AWARDS JAPAN 2025                 | 最優秀国内ヒップホップ/ラップ楽曲賞「Bling-Bang-Bang-Born」                |
| 2025年 | MUSIC AWARDS JAPAN 2025                 | 最優秀国内ダンスポップ楽曲賞「Bling-Bang-Bang-Born」                       |
| 2025年 | MUSIC AWARDS JAPAN 2025                 | 最優秀バイラル楽曲賞「Bling-Bang-Bang-Born」                               |
| 2025年 | MUSIC AWARDS JAPAN 2025                 | Top Japanese Song in Europe「Bling-Bang-Bang-Born」                        |
| 2025年 | MUSIC AWARDS JAPAN 2025                 | Top Japanese Song in North America「Bling-Bang-Bang-Born」                 |
| 2025年 | MUSIC AWARDS JAPAN 2025                 | Top Japanese Song in Latin America「Bling-Bang-Bang-Born」                 |
| 2025年 | JASRAC賞 2025                           | 銀賞「Bling-Bang-Bang-Born」                                               |
| 2025年 | 第9回クランチロール・アニメアワード     | 最優秀オープニング賞「オトノケ」                                           |
| 2025年 | 第9回クランチロール・アニメアワード     | 最優秀アニソン賞「オトノケ」                                               |

## ライブ

### ワンマンライブ・主催イベント
ライブディスク化されている公演は⭐︎、中継放送またはストリーミングされている公演は✔︎で示す。

## タイアップ
| 使用年 | 楽曲                                                                    | タイアップ | 収録作品                 |
| ------ | ----------------------------------------------------------------------- | --- | ------------------------ |
| 2016年 | 合法的トビ方ノススメ-SPARK!!SOUND!!SHOW!!ブチ上げ♂ Cherry boy REMIX!!!! | テレビアニメ『ニンジャスレイヤー フロムアニメイシヨン スペシャル・エディシヨン版』第11話エンディングテーマ          | INDIES COMPLETE          |
| 2016年 | 合法的トビ方ノススメ                                                    | YouTube配信ドラマ『東京♡ヴァージン』主題歌                                                                          | たりないふたり           |
| 2017年 | メジャーデビュー指南                                                    | テレビ東京系『流派-R since 2001』オープニングテーマ                                                                 | クリープ・ショー         |
| 2017年 | かいこ                                                                  | ロッテ『キシリトールガム』発売20周年記念プロジェクト コラボ楽曲                                                     | クリープ・ショー         |
| 2018年 | 紙様                                                                    | 関西テレビ系ドラマ『新・ミナミの帝王』主題歌                                                                        | クリープ・ショー         |
| 2018年 | スポットライト                                                          | TOKYO MX『渋谷サンロッカーズ公式応援番組 S Rocks』オープニングテーマ                                                | クリープ・ショー         |
| 2018年 | 助演男優賞                                                              | 地域発信型映画『たまえのスーパーはらわた』主題歌                                                                    | 助演男優賞               |
| 2018年 | 犬も食わない                                                            | 日本テレビ系『犬も食わない』テーマソング                                                                            | よふかしのうた           |
| 2018年 | よふかしのうた                                                          | ニッポン放送『オードリーのオールナイトニッポン10周年全国ツアー』テーマソング                                        | よふかしのうた           |
| 2019年 | よふかしのうた                                                          | テレビ東京系『ゴッドタン』8月度エンディングテーマ                                                                   | よふかしのうた           |
| 2019年 | 板の上の魔物                                                            | テレビ朝日系ドラマ『べしゃり暮らし』オープニングテーマ                                                              | よふかしのうた           |
| 2019年 | たりないふたり さよなら ver                                             | ライブイベント『さよなら たりないふたり ～みなとみらいであいましょう～』テーマソング                                | 未収録                   |
| 2020年 | 食べたその日から by Creepy Nuts                                         | サンヨー食品『カップスター』誕生45周年キャンペーンソング                                                            | 未収録                   |
| 2020年 | オトナ                                                                  | テレビ東京系ドラマ『コタキ兄弟と四苦八苦』主題歌                                                                    | かつて天才だった俺たちへ |
| 2020年 | サントラ (Creepy Nuts × 菅田将暉)                                       | 日本テレビ系『スッキリ』7月度テーマソング                                                                           | かつて天才だった俺たちへ |
| 2020年 | サントラ (Creepy Nuts × 菅田将暉)                                       | アサヒスーパードライ WEBCM「2020大変よき乾杯」篇CMソング                                                            | かつて天才だった俺たちへ |
| 2020年 | かつて天才だった俺たちへ                                                | 帝京平成大学CMソング                                                                                                | かつて天才だった俺たちへ |
| 2020年 | タイトル未定                                                            | 読売テレビ・日本テレビ系『「任意同行」願えますか?』テーマソング                                                     | 未収録                   |
| 2020年 | いたって真剣です                                                        | ABCテレビ『やすとものいたって真剣です』テーマソング                                                                 | 未収録                   |
| 2020年 | Bad Orangez                                                             | スマートフォン向けゲームアプリ『A.I.M.$ -All you need Is Money-』登場キャラクター「竜児＆みかん」テーマソング       | Case                     |
| 2020年 | 顔役                                                                    | 「クローズ」シリーズ生誕30周年イベント「Reクローズ、Re男気。 ～もう一度、「男」が惚れる「カラス」に会いに～」提供曲 | Case                     |
| 2021年 | Who am I                                                                | 映画『バイプレイヤーズ 〜もしも100人の名脇役が映画を作ったら〜』主題歌                                              | Case                     |
| 2021年 | バレる！                                                                | 関西テレビ・フジテレビ系『R-1グランプリ』テーマソング                                                               | Case                     |
| 2021年 | 風来                                                                    | NHK総合『ニュース きん5時』テーマソング                                                                             | Case                     |
| 2021年 | Lazy Boy                                                                | サンヨー食品『カップスター』タイアップソング                                                                        | Case                     |
| 2021年 | のびしろ                                                                | au 『povo 2.0』CMソング                                                                                             | Case                     |
| 2021年 | 俺より偉い奴                                                            | サントリー『ZONe Ver2.0.0』「無敵のゾーンへ Creepy Nuts in the ZONe」篇CMソング                                     | Case                     |
| 2021年 | 土産話                                                                  | ABCマート Web CM「adidas Originals NEW CLASSICS」CMソング                                                           | Case                     |
| 2022年 | パッと咲いて散って灰に                                                  | 毎日放送（MBS）「第94回選抜高校野球大会」公式ソング                                                                 | アンサンブル・プレイ     |
| 2022年 | ばかまじめ (Creepy Nuts×Ayase×幾田りら)                                 | ニッポン放送「オールナイトニッポン」放送開始55周年記念公演『あの夜を覚えてる』主題歌                                | アンサンブル・プレイ     |
| 2022年 | 2way nice guy                                                           | 映画『極主夫道 ザ・シネマ』主題歌                                                                                   | アンサンブル・プレイ     |
| 2022年 | 堕天                                                                    | テレビアニメ『よふかしのうた』オープニングテーマ                                                                    | アンサンブル・プレイ     |
| 2022年 | ロスタイム                                                              | テレビアニメ『よふかしのうた』挿入歌                                                                                | アンサンブル・プレイ     |
| 2022年 | dawn                                                                    | サントリー『ZONe Ver2.2.0 type-T』 「無敵のゾーンへ Creepy Nuts Vol.2」編CMソング                                   | アンサンブル・プレイ     |
| 2022年 | よふかしのうた                                                          | テレビアニメ『よふかしのうた』エンディングテーマ                                                                    | よふかしのうた           |
| 2023年 | ビリケン                                                                | ZIMA「Creepy Nuts with ZIMA ”遊べ”」篇 CMソング                                                                     | LEGION                   |
| 2024年 | Bling-Bang-Bang-Born                                                    | テレビアニメ『マッシュル-MASHLE- 神覚者候補選抜試験編』オープニングテーマ                                           | LEGION                   |
| 2024年 | 二度寝                                                                  | TBSテレビ系金曜ドラマ『不適切にもほどがある!』主題歌                                                                | LEGION                   |
| 2024年 | オトノケ                                                                | テレビアニメ『ダンダダン』オープニングテーマ                                                                        | LEGION                   |
| 2025年 | doppelgänger                                                            | 映画『アンダーニンジャ』主題歌                                                                                      | LEGION                   |
| 2025年 | Mirage                                                                  | テレビアニメ『よふかしのうた Season 2』オープニングテーマ                                                           | 未収録                   |
| 2025年 | 眠れ                                                                    | テレビアニメ『よふかしのうた Season 2』エンディングテーマ                                                           | 未収録                   |